# غوستافو راموس
غوستافو راموس (بالإسبانية: Gustavo Ramos)‏ هو لاعب كرة قدم مكسيكي، ولد في 10 يناير 1992. لعب مع Atlético Reynosa ‏.

## وصلات خارجية
- غوستافو راموس على موقع قاعدة بيانات كرة القدم.إي يو (الإنجليزية)